# Taylor Hawkins
Oliver Taylor Hawkins (Fort Worth, 17 febbraio 1972 – Bogotà, 25 marzo 2022) è stato un batterista statunitense, noto per la sua militanza nei Foo Fighters.

## Biografia

### Primi anni
Hawkins iniziò a prendere lezioni di pianoforte in adolescenza, dilettandosi anche alla chitarra, ma scoprì la sua vera passione nella batteria. I suoi idoli divennero presto Stewart Copeland dei Police e Roger Taylor dei Queen.
Iniziò a suonare in vari gruppi fino ad approdare in un progetto di musica sperimentale chiamato Sylvia. Successivamente entrò nei Sexual Chocolate, accompagnando Alanis Morissette in tour e in studio.

### Foo Fighters
Nel 1997 Hawkins fu reclutato da Dave Grohl per sostituire William Goldsmith alla batteria nei Foo Fighters, in tour e in studio. Nel gruppo, fu occasionalmente anche voce solista: nel 1999 per la cover di Have a Cigar dei Pink Floyd (pubblicata come lato B di Learn to Fly); nel 2005 in Cold Day in the Sun (da In Your Honor); nel 2017 in Sunday Rain (da Concrete and Gold); nel 2021 nella cover di Shadow Dancing di Andy Gibb (da Hail Satin).
Nell'agosto del 2000, durante un tour del Regno Unito, fu ricoverato in gravi condizioni a causa di un abuso di psicofarmaci e alcool.

### Progetti paralleli e collaborazioni
Nel 1995 registrò la batteria nel brano Anche se, di Vasco Rossi; successivamente il brano prese il titolo di Praticamente perfetto e venne inserito nell'album Nessun pericolo... per te. Nel 1998 registrò la batteria nel brano Cyborg dall'album Another World di Brian May.
Nel 2004 fondò un suo gruppo, il trio Taylor Hawkins & the Coattail Riders, coi quali pubblicò l'album omonimo il 21 maggio 2006.
Durante un periodo di pausa dei Foo Fighters, suonò cover heavy metal anni settanta nel trio Chevy Metal.
Nel 2007 eseguì tutte le parti di batteria dell'album Good Apollo, I'm Burning Star IV, Volume Two: No World for Tomorrow dei Coheed and Cambria. L'anno seguente collaborò con i Queen + Paul Rodgers per la registrazione di The Cosmos Rocks, cantando nei cori del brano C-lebrity.
Nel 2010 eseguì i cori nel brano Crucify the Dead, dall'album Slash del chitarrista omonimo. L'anno successivo registrò per Vasco Rossi la batteria del brano L'uomo più semplice, pubblicato come singolo nel gennaio 2013.
Nel 2014 pubblicò l'album The Birds of Satan con l'omonimo gruppo formato insieme al chitarrista Mick Murphy e al bassista Wiley Hodgden; al disco presero parte anche Dave Grohl, Pat Smear e Rami Jaffee dei Foo Fighters.

### Morte
Il 25 marzo 2022 Hawkins fu trovato senza vita nella sua stanza all'hotel Casa Medina di Bogotà, dove si trovava assieme ai Foo Fighters in vista di un'esibizione al Festival Estéreo Picnic. Alcuni giorni dopo, la procura generale della Colombia rese noto che nelle ore precedenti l'accaduto Hawkins aveva assunto dieci diverse sostanze stupefacenti – fra cui marijuana, antidepressivi triciclici, benzodiazepine e oppiacei – tuttavia non confermò che queste avessero effettivamente causato il decesso.
In sua memoria, il 3 settembre dello stesso anno, presso lo stadio di Wembley, si tenne un concerto al quale parteciparono – oltre alla sua band – alcuni dei musicisti più rappresentativi della scena rock britannica tra cui Paul McCartney, Liam Gallagher, Roger Taylor e Brian May.

## Discografia

### Da solista
- 2017 – Kota (EP)

### Con i Foo Fighters
- 1999 – There Is Nothing Left to Lose
- 2002 – One by One
- 2005 – In Your Honor
- 2006 – Skin and Bones (live)
- 2007 – Echoes, Silence, Patience & Grace
- 2009 – Greatest Hits (raccolta)
- 2011 – Wasting Light
- 2014 – Sonic Highways
- 2017 – Concrete and Gold
- 2021 – Medicine at Midnight
- 2021 – Hail Satin (cover)

### Con i Taylor Hawkins & the Coattail Riders
- 2006 – Taylor Hawkins & the Coattail Riders
- 2010 – Red Light Fever
- 2019 – Get the Money

### Con i The Birds of Satan
- 2014 – The Birds of Satan

### Con Alanis Morissette
- 1996 – You Oughta Know (batteria in Ironic (Live from Sydney) e Hand in My Pocket (Live from Brisbane))
- 1996 – Ironic (batteria in Forgiven (Live), Not The Doctor (Live) e Wake Up (Live))
- 1996 – The Singles Box (batteria in You Oughta Know (Live from the Grammy's), Not the Doctor (Modern Rock Live from L.A.), Wake Up (Modern Rock Live from L.A.), Head over Feet (Live from Holland), Not the Doctor (Live from Holland), You Learn (Live from Michigan), Right Through You (Live from Michigan), Hand in My Pocket (Live from Brisbane) e Ironic (Live from Sydney))
- 1996 – Head Over Feet (batteria in You Learn (Live), Right Through You (Live) e Hand In My Pocket (Live))
- 2015 – Jagged Little Pill (2015 Remaster) (batteria in Live on Radio 3 VARA Holland June 9, 1995)

### Collaborazioni
- 1998 – Brian May – Another World (batteria in Cyborg)
- 2003 – Campfire Girls – Tell Them Hi (batteria in Homework)
- 2007 – Coheed and Cambria – Good Apollo, I'm Burning Star IV, Volume Two: No World for Tomorrow (batteria)
- 2008 – Jackson United – Harmony and Dissidence (batteria in 21st Century Fight Song, The Land Without Law, The Day That No One Smiled, Damn You e You Can't Have It)
- 2008 – Eric Avery – Help Wanted (batteria in Belly of an Insect, All Remote and No Control, Unexploded, Walk Through Walls (The Man Who Can Fly Pt. 5) e Philo Beddoe)
- 2008 – Dennis Wilson – Pacific Ocean Blue (voce in Holy Man (Taylor Hawkins Version))
- 2008 – Queen + Paul Rodgers – The Cosmos Rocks (cori in C-lebrity)
- 2010 – Slash – Slash (cori in Crucify The Dead)
- 2010 – Kerry Ellis – Anthems (batteria in Defying Gravity e I'm Not That Girl)
- 2010 – Gannin Arnold – Not from Here (batteria in Dropout, No Words e El Nino)
- 2011 – Gannin Arnold Project – 5 World Class Drummers (batteria in Dropout, Not from Here e El Nino)
- 2016 – Rush – 2112 (40th Anniversary) (batteria in Overture)
- 2016 – Timothy B. Schmit – Leap of Faith (batteria in I Refuse)
- 2017 – Jane's Addiction – Alive at Twenty-Five - Ritual de lo habitual (batteria aggiuntiva in Three Days)
- 2018 – Derek Smalls – Smalls Change (Meditations Upon Ageing) (batteria in Butt Call)
- 2019 – Perry Farrell – Kind Heaven (batteria e chitarra in (Red, White, And Blue) Cheerfulness, batteria in Mare Than I Could Bear)
- 2019 – Pink – Hurts 2B Human (batteria in We Could Have It All)
- 2019 – Phil X & The Drills – Stupid Good Lookings Vol. 1 (batteria in Too Much for My Own Good)
- 2020 – Live Lounge Allstars – Times like These (BBC Radio 1 Stay Home Live Lounge) (batteria)
- 2020 – Miley Cyrus – Plastic Hearts (batteria in Night Crawling)
- 2021 – Elton John – The Lockdown Sessions (batteria in E-Ticket)
- 2021 – Nancy Wilson – You and Me (batteria e voce in Party at the Angel Ballroom)
- 2022 – Ozzy Osbourne – Patient Number 9 (batteria in God Only Knows, Parasite e Mr. Darkness)